# GNU Parted
A GNU Parted egy merevlemez partíciós tábla szerkesztő szabad szoftver, mely partíciók létrehozására, törlésére, átstruktúrálására, másolására, illetve lemezkép készítésére szolgál. A szoftvert Andrew Clausen és Lennert Buytenhek fejleszti és a projektet jelenleg Phillip Susi és Brian C. Lane támogatja. A szoftvercsomag tartalmazza a libparted programkönyvtárat, továbbá a parted parancssoros alkalmazást, mint referenciát. A program Linux és GNU Hurd operációs rendszereken fut.

## Elnevezés
A GNU Parted név a GNU partition editor rövidülése.

## Felhasználói felületek

### Szöveges

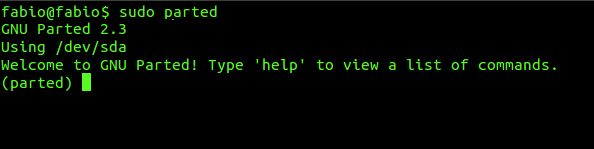
A GNU Parted karakteres felülete

Az nparted egy szöveges "frontend", azaz felhasználói felület volt a GNU Partedhez, mely a Newt programkönyvtárat használta. A programcsomag 2003 óta nem része egyetlen Linux disztribúciónak sem.
Létezik NCurses programkönyvtár alapú frontend is cparted néven, mely eddig egyetlen kiadást ért meg 2011-ben.
A fatresize parancssori alkalmazás FAT16, illetve FAT32 formátumú partíciók károsodásmentes átméretezését teszi lehetővé és a GNU Parted programkönyvtárát használja.

### Grafikus

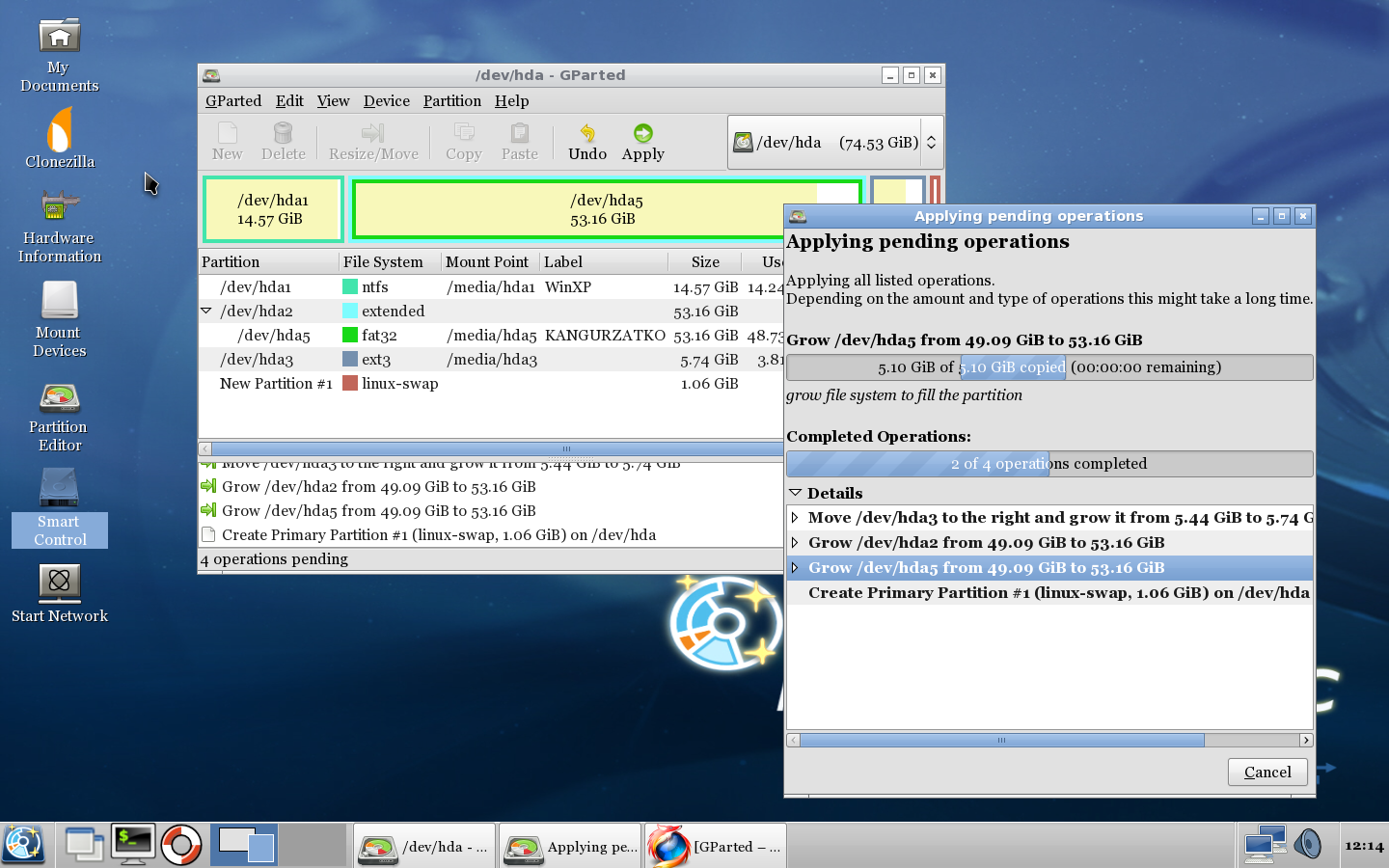
A GNU Parted egyik grafikus felülete

A GParted, vagyis a "GNOME Partition Editor" a GNOME hivatalos partíciószerkesztő alkalmazása, mely a GNU Parteden alapszik. A programcsomagot általában CD lemezre kiírva használják (GParted Live), mert lemezről bootolva lehet kihasználni az összes funkcióját és nem csak Linuxon, hanem akár Windows vagy MacOS alatt is.
A KDE Partition Manager egy Qt-alapú partíció szerkesztő program KDE környezetben. Ez is megtalálható LiveCD kiadásokon és a 4.0 változat előttig szintén a libparted programkönyvtáron alapult. Másfél év fejlesztés után a KDE Partition Manager 4.0 az új KPMcore backend alpjaira került, mely már egy sfdisk port. A QtParted egy másik Qt-alapú grafikus frontend, melynek a fejlesztése megszűnt.
A Pyparted a Red Hat és más - a Red Hat-ból kifejlődött (pl. Fedora) - disztribúció Python-alapú partíció szerkesztője a mai napig. A libpartedet használó szoftver célja eredetileg a disztribúció telepítőprogramjának, az Anacondának a kiszolgálása volt, ma már azonban egy teljes API megalkotása a cél, mely más alkalmazásokba is integrálható.
A teljesség igénye nélkül, a következő Linux disztribúciók tartalmazzák a GNU Partedet és annak valamely grafikus felületét alapértelmezetten: Slackware, Parted Magic és a SystemRescueCD.

## Támogatott fájlrendszerek
A GNU Parted eleinte minden általa kezelt partíciótípus esetén képes volt fájlrendszer-műveletekre (létrehozás, mozgatás, átméretezés, másolás). Ezek a fájlrendszerekhez kapcsolódó funkciók törlésre kerültek a 3.0 verzióban, mivel a legtöbbjük kódja elavult és nem karbantartott volt. A legfrissebb változat kizárólag a következő fájlrendszerek esetén képes műveleteket végezni:
- btrfs
- ext2, ext4
- fat16, fat32
- hfs, hfs+, hfsx
- hp-ufs
- jfs
- linux-swap, linux-swap(new,old,v0,v1)
- nilfs2
- ntfs
- reiserfs
- sun-ufs
- ufs
- xfs[4][13]

Az ext3 fájlrendszer támogatása jelenleg nem működik megfelelően, de amint elkészül, az ext2 támogatás megszűnik.